# Trans-X
Trans-X est un groupe de new wave canadien, originaire de Montréal, au Québec. Formé en 1981 par Pascal Languirand, il est principalement connu pour sa chanson Living on Video.

## Biographie
Trans-X est formé en 1981 à Montréal par Pascal Languirand, fils de Jacques Languirand, en 1981, avec la sortie de Living on Video. En 1983, Trans-X sort une autre chanson Message on the Radio qui ne rentre pas au hit-parade. En 1985, Pascal Languirand décide de quitter Trans-X après la sortie de la dernière chanson de ce groupe, 3-D Dance. Cette chanson rentre au hit-parade au Canada, mais pas aux États-Unis. 
En 2003, Pascal Languirand décide de reprendre Trans-X et de faire un remix de sa chanson la plus populaire, dans une version techno/dance appelé Living on Video 2003. La chanson est un mélange de synthétiseurs new wave électronique et paroles avec un ton aigu. La dernière chanson de Pascal, Living on Video 2k6 est sortie le 6 mai 2006, et est disponible sur iTunes. Living On Video est aussi reprise par le groupe dance Cardenia, Pin-Occhio, puis plus tard par Pakito, chacune de ces reprises obtenant un grand succès. Une version en français de Living on Video sort également ; elle est intitulée Vivre sur vidéo.
En 2012, Luis Broc se joint à la batterie, et en 2014 il se joint à Ramón Serratos au SFX, synthétiseur et comme DJ du groupe pendant les concerts. En 2016, ils tournent en Amérique du Sud.

## Discographie

### Albums studio
- 1983 : Message on the Radio
- 1986 : Living on Video

### Singles
- 1981 : Living on Video (réédité en 1983 chez Matra)
- 1983 : Vivre sur Video (Illusion)
- 1983 : Message on the Radio (Matra)
- 1984 : 3-D Dance (Matra)
- 1986 : Ich Liebe Dich, I Love You (Image)
- 1986 : On My Own (Image)